# Giuseppe Fornasari
Giuseppe Fornasari (Arezzo, 26 ottobre 1949) è un politico italiano.

## Biografia
Ingegnere civile edile, esponente della Democrazia Cristiana, con cui è stato deputato per quattro legislature consecutive, dal 1976 al 1992. Ha anche ricoperto il ruolo di sottosegretario di Stato nei governi Andreotti VI e VII.
Successivamente è stato presidente della Banca Popolare dell'Etruria e del Lazio dal 2009 al 2014.